# Jet (física)

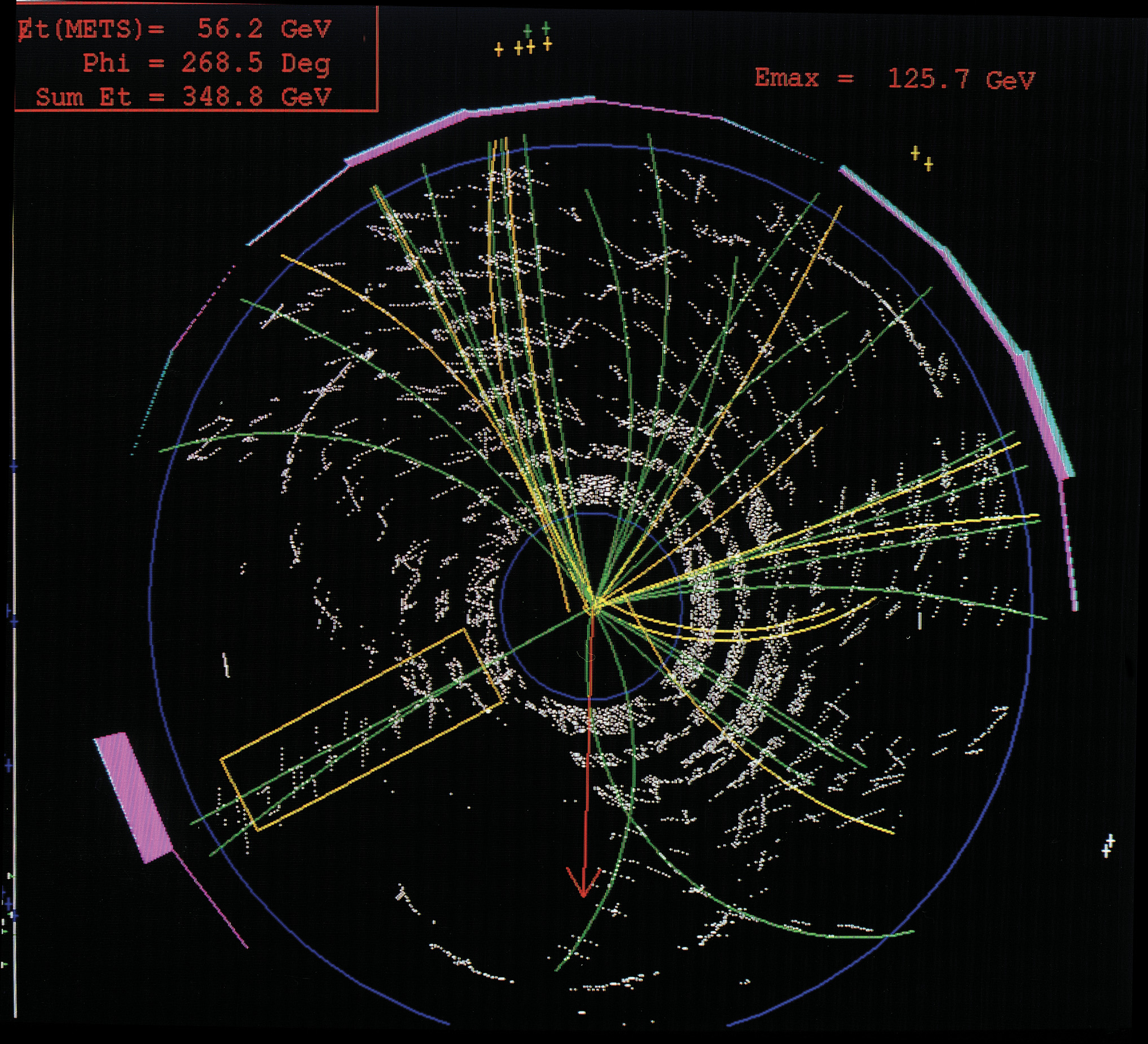
Quark superior i parell anti quark superior que es descomponen en dolls, visibles com col·leccions col·laterals de pistes de partícules i altres fermions del detector de CDF a Tevatron.

Un jet és un flux col·limat de partícules, és a dir un feix de partícules emeses en una direcció determinada, resultant de la fragmentació i hadronització de quarks i gluons, degut al confinament de color. Per exemple, si es fa col·lidir un electró amb un protó amb molta energia (com es fa a l'accelerador de partícules HERA al laboratori DESY de la ciutat d'Hamburg), s'obté un alt nombre de pions, kaons i altres partícules que no són emeses uniformement a l'espai, sinó en jets que segueixen la direcció del quark o gluó original.